# Sedum spathulisepalum
Sedum spathulisepalum är en fetbladsväxtart som beskrevs av Robert Theodore Clausen. Sedum spathulisepalum ingår i Fetknoppssläktet som ingår i familjen fetbladsväxter. Inga underarter finns listade i Catalogue of Life.